# Rodný dům Ľudovíta Štúra a Alexandra Dubčeka
Rodný dům Ľudovíta Štúra a Alexandra Dubčeka je národní kulturní památka v obci Uhrovec, ve východní části okresu Bánovce nad Bebravou. Představuje místo narození Ľudovíta Štúra (1815), kodifikátora spisovné slovenštiny, jakož i významné osobnosti politického dění Alexandra Dubčeka (1921).
Byl postaven v 18. století, změny v objektu byly provedeny v letech 1921–1924, 1943, 1975 a 1995.
Sloužil jako škola s učitelským bytem. V domě se nachází expozice Trenčínského muzea věnované zejména Štúrovi a z části i Dubčekovi.